# Фанфан Лалето
За филма от 2003 г. вижте Фанфан Лалето (филм от 2003).
„Фанфан Лалето“ (на френски: Fanfan la tulipe) е приключенски италианско-френски филм от 1952 г. В главните роли участват Жерар Филип и Джина Лолобриджида. Режисьор на филма е Кристиан-Жак. През 2003 е създаден негов римейк Фанфан Лалето (филм, 2003) с участието на Пенелопе Крус в ролята, изпълнявана от Джина Лолобриджида. Подходящ е за всяка възраст.

## Сюжет
Внимание:  Текстът по-долу разкрива сюжета на произведението (или части от него)!
Младият парижанин Фанфан, след като съблазнява една девойка, се опитва да се отърве от преследването на нейните роднини и се записва в армията. Една циганка му гледа на ръка и му казва, че ще се ожени за дъщерята на краля. По пътя към полка той спасява Мадам дьо Помпадур и дъщерята на краля от нападението на разбойници и тя в знак на благодарност му дава брошка с формата на лале.

## В ролите
| Изпълнител         | Роля                        |
| ------------------ | --------------------------- |
| Жерар Филип        | Фанфан (Лалето)             |
| Джина Лолобриджида | Аделина Ла Франшиз          |
| Оливие Юсено       | Транш-Монтан                |
| Ноел Роквер        | Фиер-а-Бра                  |
| Нерио Бернарди     | Ла Франшиз, баща на Аделина |
| Марсел Еран        | крал Людовик XV             |
| Женевиев Паж       | маркиза де Помпадур         |
| Анри Ролан         | маршал д’Естре              |